# Veguita (Nuevo México)
Veguita es un lugar designado por el censo ubicado en el condado de Socorro en el estado estadounidense de Nuevo México. En el Censo de 2010 tenía una población de 232 habitantes y una densidad poblacional de 107,15 personas por km².

## Geografía
Veguita se encuentra ubicado en las coordenadas 34°30′53″N 106°46′5″O / 34.51472, -106.76806. Según la Oficina del Censo de los Estados Unidos, Veguita tiene una superficie total de 2.17 km², de la cual 2.17 km² corresponden a tierra firme y (0%) 0 km² es agua.

## Demografía
Según el censo de 2010, había 232 personas residiendo en Veguita. La densidad de población era de 107,15 hab./km². De los 232 habitantes, Veguita estaba compuesto por el 78.88% blancos, el 0% eran afroamericanos, el 2.16% eran amerindios, el 0% eran asiáticos, el 0% eran isleños del Pacífico, el 11.21% eran de otras razas y el 7.76% pertenecían a dos o más razas. Del total de la población el 74.57% eran hispanos o latinos de cualquier raza.